# Prix Jacques-Henripin
Le Prix Jacques-Henripin a été créé en 2008 au département de démographie de l'Université de Montréal. Il est remis à un étudiant qui s’est distingué par la qualité de son mémoire de maîtrise. 

## Historique
Le Prix Jacques-Henripin a été créé par la démographe Nicole Marcil-Gratton, chercheuse agrégée au département de démographie de l’Université de Montréal. Doté d’une bourse de 5 000 $, ce prix d'excellence couronne l’auteur « du meilleur mémoire de l'année précédente en démographie canadienne, de préférence en démographie de la famille ». Ce prix porte le nom du démographe Jacques Henripin, doyen des démographes québécois.

## Lauréats
- 2009 : Guillaume Marois ; mémoire : La migration de remplacement au Québec : à quel point peut-on compter sur l'immigration pour contrer les problèmes démographiques appréhendés ?[1].
- 2012 : David Pelletier ; mémoire : Types de familles et ségrégation résidentielle croisée à Montréal, 2006[3].